# Dicranomyia (Dicranomyia) imitabilis
Dicranomyia (Dicranomyia) imitabilis is een tweevleugelige uit de familie steltmuggen (Limoniidae). De soort komt voor in het Neotropisch gebied.